# Yoshimi Katayama
Yoshimi Katayama (Kobe, 15 de mayo de 1940 - 26 de marzo de 2016) fue un piloto de motociclismo japonés que compitió en el Campeonato del Mundo de Motociclismo desde 1964 hasta 1967. Su mejor temporada fue en 1967 cuando finalizó subcampeón de la clasificación general de 50cc por detrás de Hans-Georg Anscheidt además de ganar dos carreras.

## Biografía
Nacido en la Prefectura de Hyōgo, Katayama comenzó la carrera en el Mundial en 1964 con Suzuki.
Katayama luego cambiaría al automovilismo, compitiendo en series domésticas principalmente como piloto de fábrica de Mazda hasta que se retiró a finales de 1990. Terminó segundo en el James Hardie 1000 de 1983, celebrado en el Circuito Mount Panorama en Bathurst, Australia copiloto con el cuatro veces ganador Allan Moffat con una Mazda RX-7. Sus visitas anteriores a la carrera fueron la Hardie-Ferodo 1000 de 1977 cuando rodó espectacularmente con su Mazda RX-3 en Murray's Corner en la vuelta 103, y la James Hardie 1000 de 1982 donde terminó en sexto lugar nuevamente con Moffat.
En 1990, Katayama acabó en la vigésima posición de la general de la Campeonato IMSA GT en las 24 Horas de Le Mans de 1990 con un Mazda 767.

## Resultados
Sistema de puntos de 1950 a 1968:
| Posición | 1 | 2 | 3 | 4 | 5 | 6 |
| Puntos   | 8 | 6 | 4 | 3 | 2 | 1 |

Sistema de puntuación a partir de 1969:
| Posición | 1  | 2  | 3  | 4 | 5 | 6 | 7 | 8 | 9 | 10 |
| Puntos   | 15 | 12 | 10 | 8 | 6 | 5 | 4 | 3 | 2 | 1  |

(Carreras en negrita indica pole position, carreras en cursiva indica vuelta rápida)
| Año  | Cat.  | Equipo | 1       | 2       | 3     | 4       | 5       | 6     | 7       | 8       | 9       | 10      | 11    | 12    | 13      | Pts. | Pos. |
| ---- | ----- | ------ | ------- | ------- | ----- | ------- | ------- | ----- | ------- | ------- | ------- | ------- | ----- | ----- | ------- | ---- | ---- |
| 1964 | 125cc | Suzuki | USA -   | ESP -   | FRA - | IOM -   | NED -   |       | GER -   | DDR -   | ULS -   | FIN -   | NAT - | JPN 3 |         | 4    | 11.º |
| 1965 | 125cc | Suzuki | USA -   | GER -   | ESP - | FRA -   | IOM Ret | NED 2 |         | DDR -   | CZE -   | ULS -   | FIN - | NAT - | JPN Ret | 6    | 11.º |
| 1965 | 250cc | Suzuki | USA -   | GER -   | ESP - | FRA -   | IOM -   | NED 4 | BEL 4   | DDR -   | CZE -   | ULS -   | FIN - | NAT - | JPN Ret | 6    | 14.º |
| 1966 | 50cc  | Suzuki | ESP -   | GER -   |       | NED 5   |         |       |         |         |         | IOM Ret | NAT - | JPN 1 |         | 10   | 5.º  |
| 1966 | 125cc | Suzuki | ESP Ret | GER 2   |       | NED Ret |         | DDR - | CZE Ret | FIN 5   | ULS Ret | IOM -   | NAT - | JPN 2 |         | 14   | 6.º  |
| 1967 | 50cc  | Suzuki | ESP 2   | GER Ret | FRA 1 | IOM Ret | NED 1   | BEL 2 |         |         |         |         |       |       | JPN Ret | 28   | 2.º  |
| 1967 | 125cc | Suzuki | ESP 3   | GER 1   | FRA 3 | IOM Ret | NED 4   |       | DDR Ret | CZE Ret | FIN -   | ULS -   | NAT - | CAN - | JPN -   | 19   | 4.º  |